# Bellevue, Michigan
Bellevue är en ort (village) i Eaton County i Michigan. Vid 2010 års folkräkning hade Bellevue 1 282 invånare.